# 索马利亚 (伦巴第大区)
索马利亚（義大利語：Somaglia）是意大利伦巴第大区洛迪省的一个市镇，位于米蘭东南50（31英里）处，洛迪东南20（12英里）处。

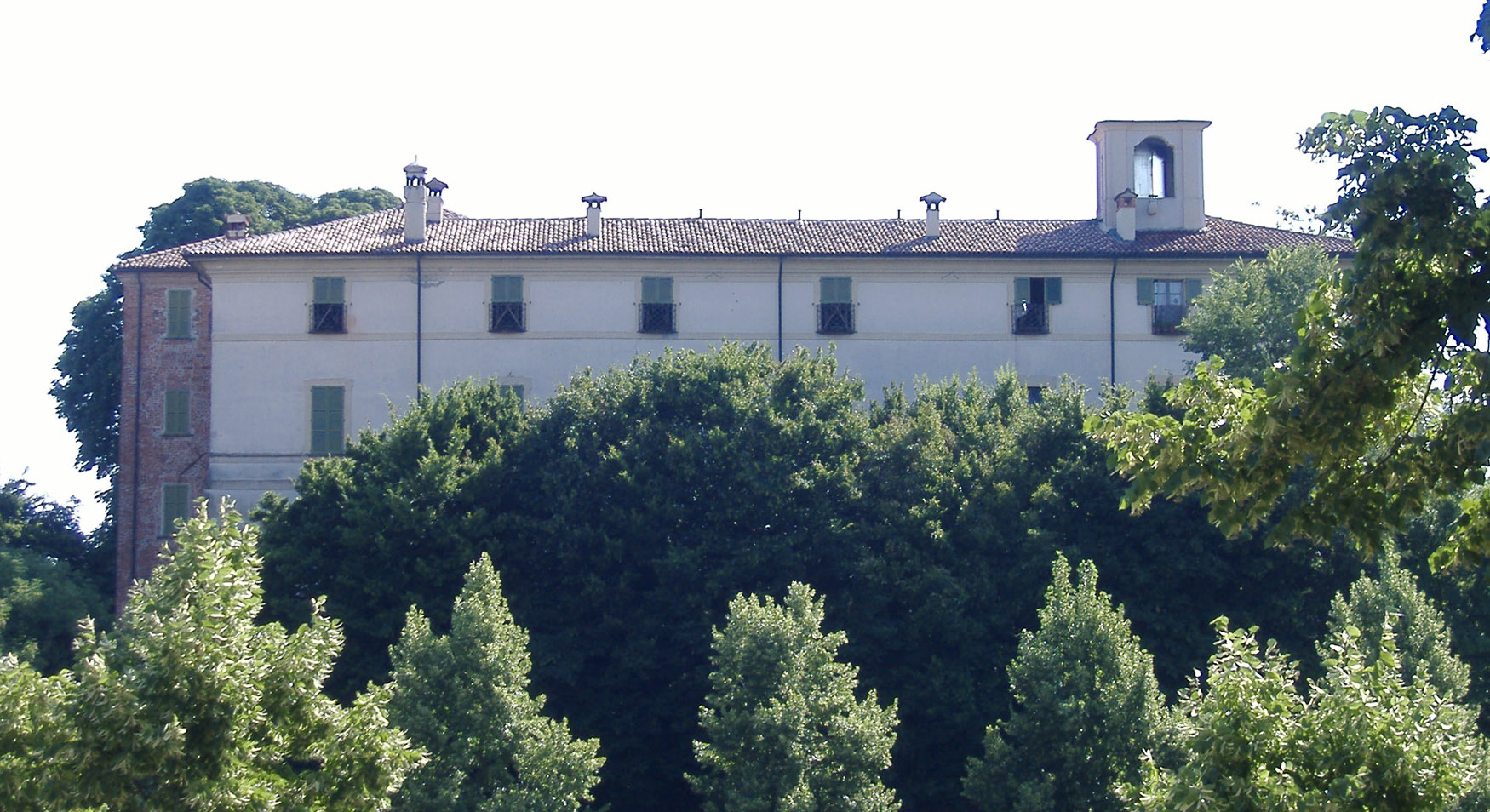
卡瓦齐堡（Castello Cavazzi

截至2004年12月31日，索马利亚人口为3,384人，面积为20.9平方（8.1平方英里）。
索马利亚下设圣马尔蒂诺皮佐拉诺区（San Martino Pizzolano）。
与索马利亚毗邻的市镇有：卡萨尔普斯泰尔伦戈、科多尼奥、奥斯佩达莱托洛迪贾诺、森纳洛迪贾纳、丰比奥、卡伦达斯科、瓜尔达米廖。